# Melancholik
Melancholik (gr. mélanos – czarny + chole – żółć) – jeden z temperamentów wyróżnianych w teorii humoralnej. Wiązany był z przewagą wpływu czarnej żółci na typ konstytucyjny człowieka. Wraz z rozwojem teorii humoralnej od starożytności do średniowiecza i wyróżnianego w niej podziału na cztery elementy, jako kolejne powiązania podawano dorosłość, jesień, ziemię (jako jeden z żywiołów), śledzionę, czerń, smak kwaśny. Astrologicznym skojarzeniem były Waga, Skorpion, Strzelec i Saturn. Podobnie jak w przypadku krwi, miały mu odpowiadać cechy zimna i wilgoci.
Melancholików opisywano jako osoby nieporywcze, łagodne i bierne, a ponadto mało odporne i niewytrwałe. Ich uczucia miały być silne, ale narastać powoli.
Pojęcie czterech temperamentów utrzymywało się w protonauce i wczesnej nauce przez stulecia. Johann Caspar Lavater w swojej fizjonomice zakładał, że melancholika można rozpoznać po kształcie głowy i rysach twarzy, m.in. po zwykle zamkniętych ustach, nosie opadającym na usta i oczach obracających się szybko lub wpatrzonych w jeden punkt. W typologii układu nerwowego Iwana Pawłowa melancholików miał cechować typ słaby.